# Western Plateau
Il Western Plateau è il più grande bacino di drenaggio australiano ed è composto prevalentemente dai resti dell'antico scudo di roccia di Gondwana, lo scudo australiano. Incorpora due terzi del continente; 2.700.000 chilometri quadrati di terra arida in Australia Occidentale, Meridionale e Territorio del Nord. All'incirca è della stessa dimensione dell'intera Europa continentale, dalla Polonia occidentale al Portogallo.
In questa regione piove raramente e a parte una manciata di sorgenti permanenti, l'acqua in superficie è assente tranne in caso di forti acquazzoni. La maggior parte del territorio è piatto e sabbioso oppure deserto sassoso, con vegetazione sparsa e rada di macchia o ciuffi d'erba. Le precipitazioni medie variano secondo la zona e ammontano fra i 100 e i 350 mm/anno, ma sono molto imprevedibili. Non ci sono corsi d'acqua permanenti.